# Nhà nguyện Đức Trinh Nữ Maria Đồng Công
Nhà nguyện Đức Trinh Nữ Maria Đồng Công (tiếng Slovakia: Kaplnka Presvätej Bohorodičky Spolutrpiteľky) là một nhà nguyện Công giáo Hy Lạp tọa lạc ở làng Sečovce, vùng Košice, Slovakia. Nhà nguyện bắt đầu hoạt động từ những năm 1990.

## Lịch sử
Nhà nguyện Đức Trinh Nữ Maria Đồng Công được thành lập vào thập niên 1990 ở phần phía nam của tòa nhà trước đây từng là một ngôi trường được thành lập vào năm 1935 với tên gọi Trường Dân gian Nhà nước ở Albínov, là chi nhánh của Trường Dân gian Nhà nước ở Sečovce, và hoạt động cho đến năm 1971. Tòa nhà hiện nay được sử dụng để đặt nhà nguyện được xây dựng từ năm 1957 đến năm 1959.
Tháp chuông của nhà nguyện nằm ở phía nam của lối vào nhà nguyện. Việc xây dựng tháp chuông hoàn thành vào năm 1997.

## Hoạt động
Các buổi lễ được tổ chức trong nhà nguyện Đức Trinh Nữ Maria Đồng Công ít nhất một lần một tuần vào các ngày Chủ Nhật. Bí tích Hòa giải (xưng tội) được cử hành mỗi tháng một lần. Lễ trọng được tổ chức vào ngày lễ Đức Trinh Nữ Vương Đồng Công, tức là vào ngày thứ Bảy sau lễ Thánh Tâm Chúa Giêsu.